# Bosnien och Hercegovinas bidrag i Eurovision Song Contest

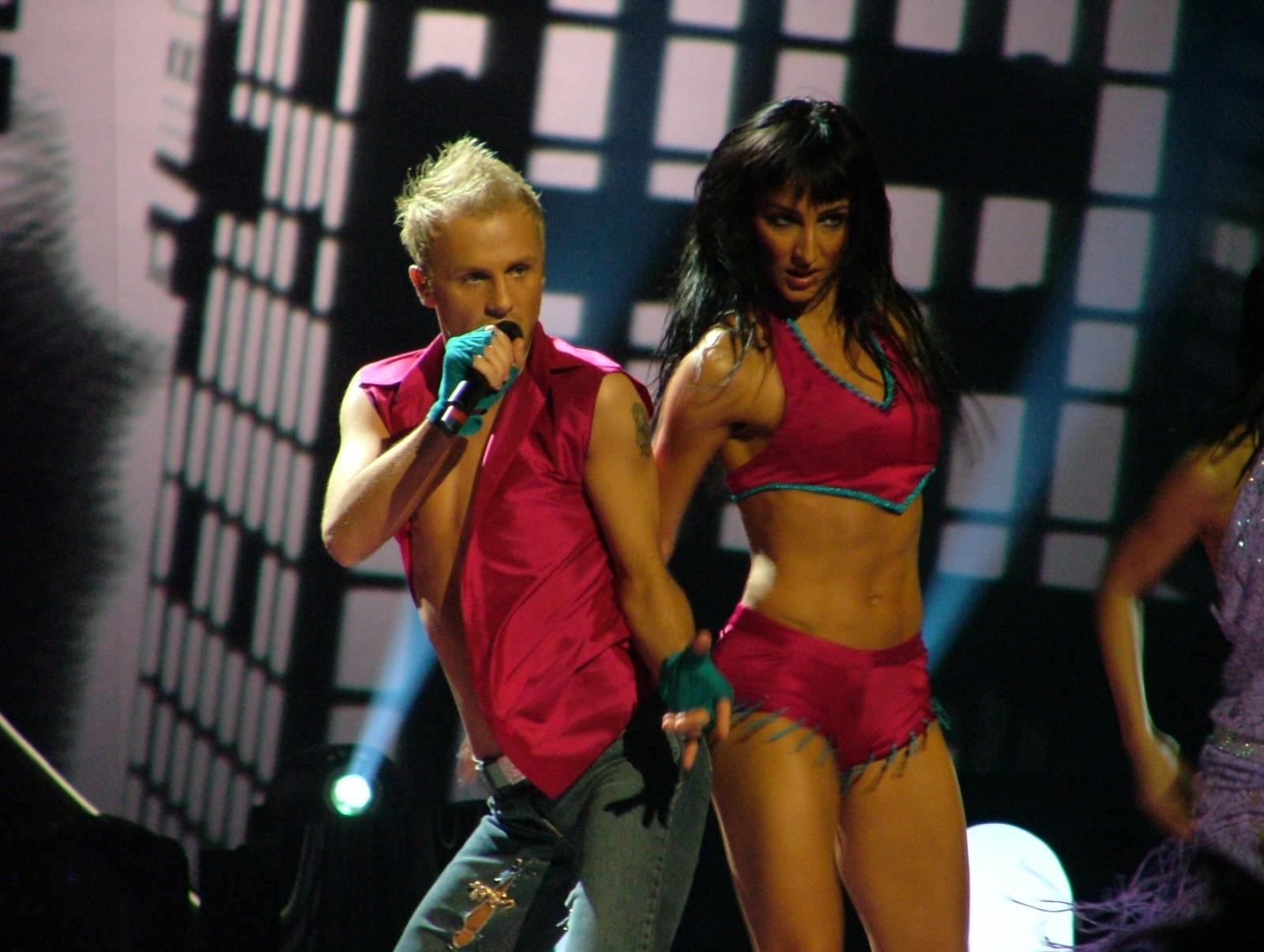
Deen i Istanbul 2004.

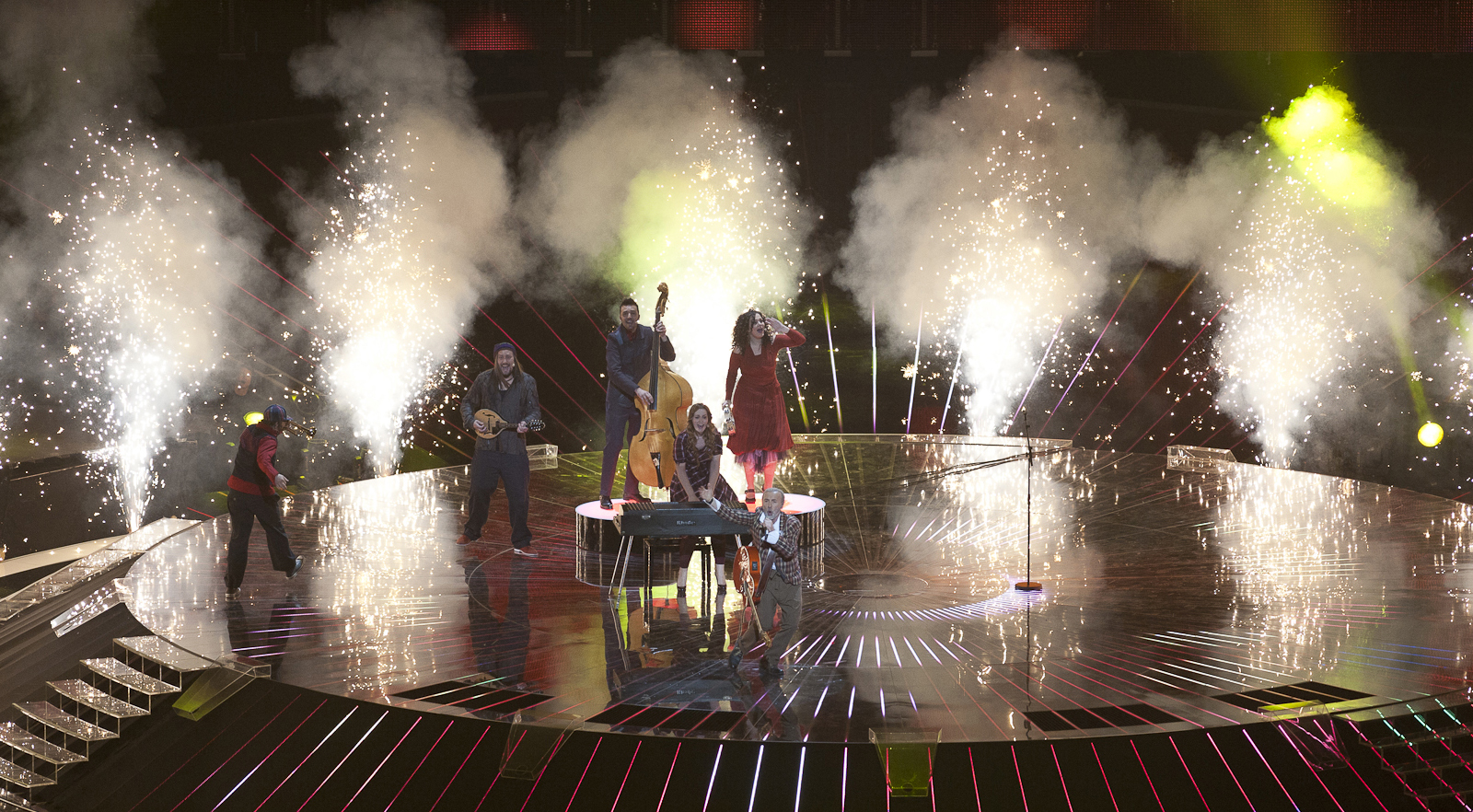
Dino Merlin i Düsseldorf 2011.

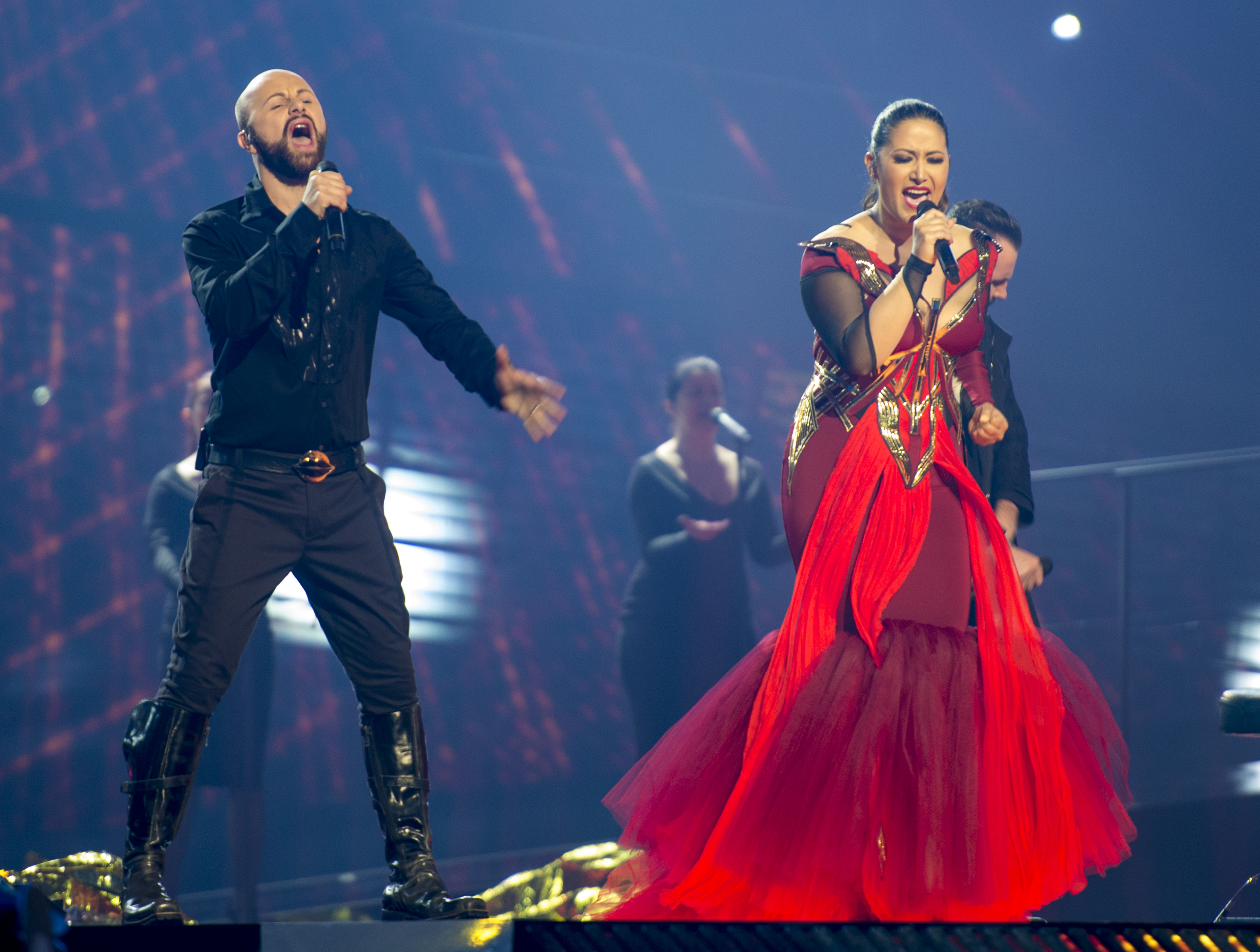
Deen, Dalal, Ana & Jala i Stockholm 2016.

Bosnien och Hercegovina debuterade i Eurovision Song Contest 1993 och har till och med 2016 deltagit 19 gånger. Det bosniska tv-bolaget BHRT har ansvarat för Bosnien och Hercegovinas medverkan varje år sedan 1993. Bosnien och Hercegovina har genom åren använt olika metoder för att utse sin representant och bidrag för tävlingen. Antingen genom internval eller en nationell uttagning. Bosnien och Hercegovina ingick tidigare inom landskonstellationen Jugoslavien som deltog i tävlingen mellan 1961 och 1992.
Bosnien och Hercegovina har hittills inte segrat i tävlingen. Landets bästa placering hittills uppnåddes 2006 då man kom på tredje plats i finalen med bidraget Lejla som framfördes av gruppen Hari Mata Hari, bidraget slutade också på andra plats i semifinalen. Förutom bronsplatsen 2006 har landet stått på pallplats ytterligare två gånger; tvåa i den östeuropeiska semifinalen inför tävlingen 1993 och i sin semifinal 2009 där man slutade trea.

## Bosnien och Hercegovina i Eurovision Song Contest

### Historia
Bosnien och Hercegovina kom tvåa i den östeuropeiska semifinalen i Ljubljana vid sitt första försök att delta i Eurovision Song Contest 1993. Av sju deltagande länder gick dom tre bäst placerade länderna till tävlingen 1993. Landet kom på sextonde plats i finalen i Millstreet med låten Sva bol svijeta framförd av musikgruppen Fazla. Landet genomgick ett inbördeskrig just då vilket låten också handlade om. Den bosniska delegationen hade en tuff och komplicerad väg att ta sig till tävlingen, när bidraget hade framförts i finalen fick man ta emot stående ovationer av publiken. Applåder hördes även när man under röstningsomgången till sist lyckades få kontakt med den belägrade och krigshärjade huvudstaden Sarajevo. Landet deltog därefter varje år fram till och med 1997. Från 1994 fram till 2003 var de dåvarande tävlingsreglerna sådana att länder som placerade sig sämre ett år fick avstå medverkan året därpå för att kunna göra plats åt andra länder som hade fått avstå året innan att delta (Sovjetunionens och Jugoslaviens fall resulterade i att flera länder ville delta vilket ledde till denna regel). Landet uteblev från tävlingen vid två tillfällen, 1998 och 2000, då man hade placerat sig dåligt året innan. 1999 kom landet på sjunde plats i finalen med bidraget Putnici vilket var landets första topp tio placering och bästa resultat som skulle vara i sju år. 
2004 introducerades systemet med semifinal. Bosnien och Hercegovina kvalade sig till finalen varje år fram till och med 2012. 2006 kom landets bästa placering hittills då man kom på andra plats i semifinalen och trea i finalen med bidraget Lejla som framfördes av gruppen Hari Mata Hari. Därefter fortsatte landet att göra bra ifrån sig i tävlingen resultatmässigt. I Bosniens direktsända låtpresentation år 2008 användes levande djur på scenen, vilket är mot EBU:s regler. När de sedermera uppträdde på ESC-scenen i Belgrad var djuren borta. 2009 kom man på tredje plats i sin semifinal och i finalen kom man på niondeplats. 2011 kom man på sjätteplats i finalen i Düsseldorf med bidraget Love in Rewind framförd av Dino Merlin. Placeringen är landets hittills bästa sedan bronsplatsen 2006. Bosnien och Hercegovina drog sig tillbaka från tävlingen och skickade ingen representant till Malmö 2013 på grund av ekonomiska skäl. Tack vare sponsorer återvände man till tävlingen 2016, men man misslyckades med att kvala sig till finalen, vilket var första gången någonsin. Landet drog sig sen tillbaka från tävlingen igen och har sedan 2016 inte deltagit i tävlingen. Obetalda skulder till EBU har gjort att landet inte får delta i tävlingen tills skulderna är betalade.

### Nationell uttagningsform
Landet har genom åren varierat sitt sätt att utse representanten och bidraget. Antingen har det valts ut genom internval eller en nationell uttagning. När det gäller nationella uttagningar har man använt sig av tävlingen "BH Eurosong". Upplägget för tävlingen har varit endast en final, men det har också förekommit att artisten valts ut internt men att låten valts ut genom en tävling. Landet har å andra sidan använt sig enbart av internval vilket utses av det nationella TV bolaget. 

## Resultattabell
| 1 | Vinnare                            |
| 2 | Andra plats                        |
| 3 | Tredje plats                       |
| ◁ | Sista plats                        |
| X | Ett bidrag valdes men tävlade inte |

| År                               | Artist                       | Bidrag                | Språk               | Final              | Poäng              | Semi               | Poäng              |
| -------------------------------- | ---------------------------- | --------------------- | ------------------- | ------------------ | ------------------ | ------------------ | ------------------ |
| 1993                             | Fazla                        | Sva bol svijeta       | Bosniska            | 16                 | 27                 | 2                  | 52                 |
| 1994                             | Alma & Dejan                 | Ostani kraj mene      | Bosniska            | 15                 | 39                 | Inga semifinaler   | Inga semifinaler   |
| 1995                             | Davorin Popović              | Dvadeset prvi vijek   | Bosniska            | 19                 | 14                 | Inga semifinaler   | Inga semifinaler   |
| 1996                             | Amila Glamočak               | Za našu ljubav        | Bosniska            | 22                 | 13                 | 21                 | 29                 |
| 1997                             | Alma Čardžić                 | Goodbye               | Bosniska            | 18                 | 22                 | Inga semifinaler   | Inga semifinaler   |
| Deltog inte 1998                 |                              |                       |                     |                    |                    |                    |                    |
| 1999                             | Dino & Beatrice              | Putnici               | Bosniska, franska   | 7                  | 86                 | Inga semifinaler   | Inga semifinaler   |
| Deltog inte 2000                 |                              |                       |                     |                    |                    |                    |                    |
| 2001                             | Nino Pršeš                   | Hano                  | Bosniska, engelska  | 14                 | 29                 | Inga semifinaler   | Inga semifinaler   |
| 2002                             | Maja Tatić                   | Na jastuku za dvoje   | Serbiska, engelska  | 13                 | 33                 | Inga semifinaler   | Inga semifinaler   |
| 2003                             | Mija Martina                 | Ne brini              | Kroatiska, engelska | 16                 | 27                 | Inga semifinaler   | Inga semifinaler   |
| 2004                             | Deen                         | In the Disco          | Engelska            | 9                  | 91                 | 7                  | 133                |
| 2005                             | Feminnem                     | Call Me               | Engelska            | 14                 | 79                 | Direktkvalificerad | Direktkvalificerad |
| 2006                             | Hari Mata Hari               | Lejla                 | Bosniska            | 3                  | 229                | 2                  | 267                |
| 2007                             | Marija Šestić                | Rijeka bez imena      | Serbiska            | 11                 | 106                | Direktkvalificerad | Direktkvalificerad |
| 2008                             | Laka                         | Pokušaj               | Bosniska            | 10                 | 110                | 9                  | 72                 |
| 2009                             | Regina                       | Bistra voda           | Bosniska            | 9                  | 106                | 3                  | 125                |
| 2010                             | Vukasin Brajic               | Thunder and Lightning | Engelska            | 17                 | 51                 | 8                  | 59                 |
| 2011                             | Dino Merlin                  | Love in Rewind        | Engelska, bosniska  | 6                  | 125                | 5                  | 109                |
| 2012                             | Maya Sar                     | Korake ti znam        | Bosniska            | 18                 | 55                 | 6                  | 77                 |
| Deltog inte mellan 2013 och 2015 |                              |                       |                     |                    |                    |                    |                    |
| 2016                             | Deen, Dalal feat. Ana & Jala | Ljubav je             | Bosniska            | Kvalificerade inte | Kvalificerade inte | 11                 | 104                |
| Deltar inte sedan 2017           |                              |                       |                     |                    |                    |                    |                    |

## Röstningshistorik (1993–2016)
Följande siffror gäller endast finaler och inte semifinaler. 
Bosnien-Hercegovina har givit mest poäng till...
| Nr | Land      | Poäng |
| -- | --------- | ----- |
| 1  | Kroatien  | 115   |
| 2  | Turkiet   | 95    |
| 3  | Serbien   | 76    |
| 4  | Slovenien | 61    |
| 5  | Frankrike | 59    |

Bosnien-Hercegovina har mottagit flest poäng från:
| Nr | Land      | Poäng |
| -- | --------- | ----- |
| 1  | Kroatien  | 144   |
| 2  | Turkiet   | 129   |
| 3  | Slovenien | 100   |
| 4  | Sverige   | 74    |
| 4  | Österrike | 74    |